# Bradfield (Essex)
 (avril 2023).
Pour les articles homonymes, voir Bradfield.
Bradfield est un village et une paroisse civile de l'Essex, en Angleterre.